# اميدو ديوب
اميدو ديوب (بالفرنسية: Amidou Diop)‏ (25 فبراير 1992 - ) هو لاعب كرة قدم سنغالي في مركز الوسط. لعب مع نادي ديامبارز ونادي مولده ونادي ميوندالن وKristiansund BK ‏.

## وصلات خارجية
- اميدو ديوب على موقع اتحاد النرويج (النرويجية)
- اميدو ديوب على موقع قاعدة بيانات كرة القدم.إي يو (الإنجليزية)
- اميدو ديوب على موقع Soccerway.com (الإنجليزية)
- اميدو ديوب على موقع AS.com (الإسبانية)